# Danela Arsowska
Danela Arsovska (mac. Данела Арсовска; ur. 20 grudnia 1979 w Skopju) – macedońska polityk i naukowiec, od 2021 burmistrz Skopja. W 2014 została wybrana na prezesa Macedońskiej Izby Handlowej, która jest związkiem krajowych izby handlowe, promujące współpracę gospodarczą na poziomie krajowym i międzynarodowymna podstawie zasad wolnego handlu i uczciwej konkurencji.

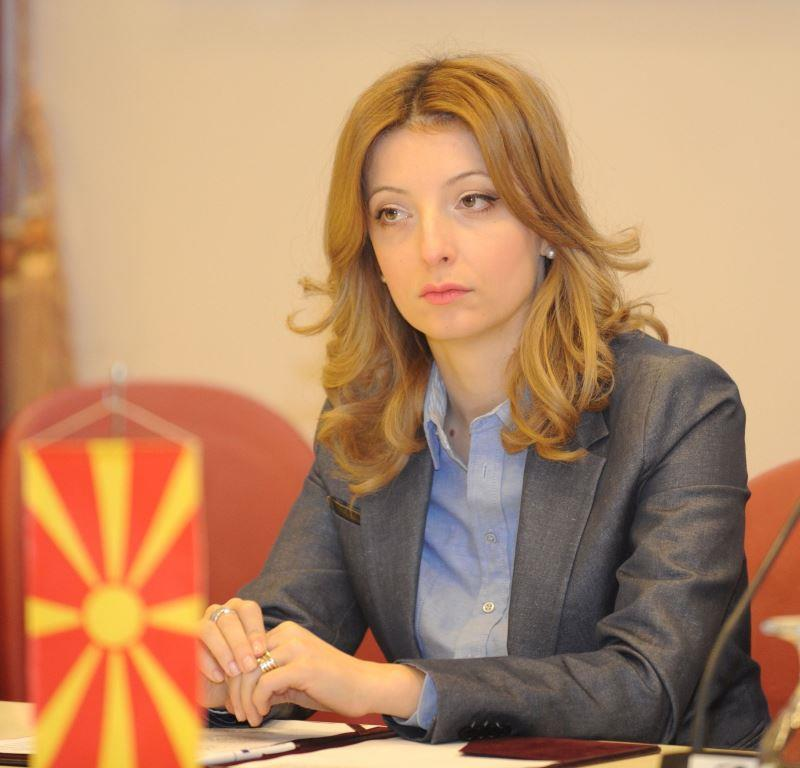
Danela Arsovska

W 2015 została przewodniczącą Macedońskiego Związku Organizacji Pracodawców. Od 2016 jest przedstawicielem Zgromadzenia Republiki Macedonii Północnej. Jest także członkiem Rady Partnerstwa Publiczno-Prywatnego w rządzie Republiki Macedonii Północnej.

## Edukacja
Arsovska uzyskała tytuł licencjata prawa w Skopje na Uniwersytecie Świętych Cyryla i Metodego w Skopje. Uzyskała tytuł magistra ekonomii oraz wykształcenie menedżerskie na Uniwersytecie Oksfordzkim i Uniwersytecie w Sheffield.
Zajmuje szereg stanowisk akademickich i doradczych w Macedonii Północnej i za granicą, a także wykładała tematykę rozwoju na uniwersytetach i konferencjach. Arsovska biegle włada językiem macedońskim, angielskim, niemieckim, a także bułgarskim i serbskim.

## Kariera
Danela Arsovska zajmuje kilka stanowisk wysokiego szczebla w międzynarodowych organizacjach międzyrządowych, a także szereg stanowisk eksperckich. Od 2016 r. zasiada w Międzynarodowym Centrum Rozstrzygania Sporów Inwestycyjnych w Waszyngtonie w USA. W 2017 została powołana na stanowisko Członka Trybunału przy Sądzie Pojednawczo-Arbitrażowym OBWE w Genewie w Szwajcarii, a także jest członkiem Trybunału Arbitrażowego w Hadze.
Arsovska jest przedstawicielką Macedonii w Międzynarodowej Izbie Handlowej (ICC).

## Kariera Polityczna
W 2021 r. jako niezależna kandydatka na burmistrza Skopje uzyskała wsparcie największej partii opozycyjnej w Macedonii Północnej VMRO – DPMNE i jej koalicyjnych partnerów z albańskiego bloku politycznego: Alliance for Albanians i Alternativa, a także szeregu znanych intelektualistów i artystów ze Skopje i wybitnych obywateli.
Podczas kampanii rządząca partia SDSM przedstawiła Daneli i jej mężowi dokumenty potwierdzające obywatelstwo bułgarskie. Sama Arsovska zaprzeczyła tym twierdzeniom. Premier Zoran Zaew spodziewał się, że Arovska wycofa się z wyborów samorządowych. Pomimo prowadzonej przeciwko niej kampanii Arsowska nie poddała się i dalej prowadziła kampanię. W 2021 została wybrana na burmistrza miasta.
Danela Arsovska angażuje się w wiele inicjatyw i projektów w mieście min. zapobieganie przemocy rówieśniczej w miejskich liceach w 2024 r..

## Nagrody i wyróżnienia
W uznaniu jej pracy w 2018 r. Światowe Forum Inwestycyjne Aniołów Biznesu przyznało Arsovskej tytuł „Najlepszego wzoru do naśladowania kobiety biznesu w Europie Południowo-Wschodniej”. W 2019 roku podczas VI Szczytu Przedsiębiorców Europy Środkowej i Południowo-Wschodniej Arsovska otrzymała Wyróżnienie za szczególny wkład w rozwój przedsiębiorczości. W 2020 roku Arsovska została odznaczona Certyfikatem Zasługi z rąk Kunio Mikuriya, Sekretarza Generalnego Światowej Organizacji Celnej, w uznaniu jej wkładu w rozwój ceł.